# 봄바디어
봄바디어(Bombardier Inc.)는 조제프아르망 봉바르디에가 1942년에 창립한 캐나다의 기업이다. 항공기, 개인 제트기 등을 제조하는 중공업 사업 및 금융업으로 알려져있다. 포춘 지가 선정한 500대 대기업이기도 하다. 현재 본사는 캐나다 퀘벡주의 몬트리올에 있다.

## 역사

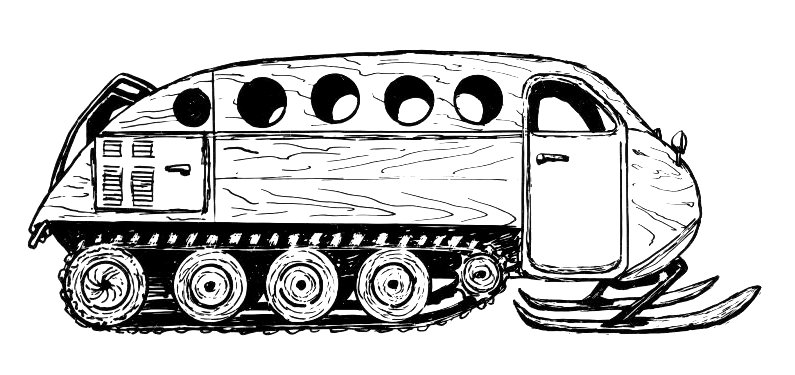
봄바디어의 최초 스노모빌 디자인

조제프아르망 봉바르디에는 눈에 뜰 수 있는 자동차를 생각하였고, 1937년 퀘벡에서 스노모빌 시제 모델을 만들어 보았다. 1930년대 중반에 상당한 디자인 혁신을 이루어서 스노모빌 12대를 팔았다. 1942년 현재의 봄바디어를 설립하게 된다.
초기 스노모빌은 여러 사람들을 태우고 겨울에 돌아다닐 수 있는 형태였다. 퀘벡 주에서는 학생들의 등하교, 화물 수송, 우편, 구급차로 많이 사용하였기 때문에 사업이 번창할 수 있었다. 1941년 스노모빌 공장을 차렸지만 당시는 제2차 세계대전 중이었기 때문에 전시 물자가 통제되고 있었다. 스노모빌을 사려는 사람들은 생활에 꼭 필요하다는 것을 입증해야만 했다. 전쟁에 대비하기 위해서 봄바디어는 군수 사업에 동참하였다. 1948년 퀘벡 주에서 모든 고속도로와 도로의 눈을 치워야 한다는 법안을 통과시킨 후, 스노모빌 사업은 급속한 침체기를 맞았다. 이 이후 봄바디어는 사업을 다각화하기 시작하였다.
그러나 봄바디어의 확대된 사업과는 반대로 실적은 악화를 거듭하여, 극심한 적자에 직면한 봄바디어는 여러 사업을 정리하기 시작하였다. 2018년 유럽의 에어버스는 봄바디어가 추진하고 있던 중형 여객기 사업의 절반을 매입하여 사실상 전격 인수하였으며, 일본의 미쓰비시 중공업은 2020년에 CRJ 사업의 인수를 완료하여 봄바디어는 항공기 사업을 정리하게 되었다. 2020년에 봄바디어는 알스톰에 대중교통 사업인 봄바디어 트랜스포테이숀까지 매각하기로 하였다.

## 논란
2015년 2월 13일부터 2020년 3월까지 봄바디어의 회장과 CEO를 역임했던 알랭 벨레마르는 2018년 11월, 봄바디어의 700만주를 매각하려고 한 것이 발단이 되어 검찰 조사를 받았고, 2020년 3월, 자리에서 물러나야 했다.

## 기타
2009년 10월부터 2012년 1월까지 한국지엠 대표이사 사장을 역임했던 마이크 아카몬은 2011년 1월부터 2015년까지는 봄바디어의 상업용 항공기 제작을 총괄했다.

## 같이 보기
- 봄바디어 트랜스포테이숀